# Omonimo (album)
Omonimo è il primo album in studio del gruppo musicale italiano Powerillusi.

## Il disco
L'album contiene, oltre ad alcuni inediti, due canzoni già pubblicate in versioni diverse: Il bambino povero, canzone vincitrice del secondo Festival di Sanscemo, pubblicata nel 1991 nella raccolta con i brani di quella edizione del festival (Mercury Records  848 738-2) e Lato B, cover solo voci di Let It Be dei  Beatles, pubblicata nel 1988 come lato B del 45 giri Il nostro primo 45 giri/Lato B (Toast Records, POW-001), 
poi inclusa nel 1995 nella compilation Gli italiani cantano i Beatles e pubblicata in Inghilterra nel 1999 nella compilation Exotic Beatles III pubblicata dalla Exotica Records.
Alcune canzoni del disco sono state reincise nel 2018 con alcuni ospiti nell'album Powerillusi & Friends (Block Nota, BN 2CD 465), tra cui Il superpezzo con gli Skiantos, Quella del papà con Mao, Quella del rock con i Truzzi Broders e Non siamo mica musicisti con gli Avvoltoi.

## Tracce
LATO A
1. Uno, due, tre, prova – 0:26 (Vincenzo Ricotta)
2. Non siamo mica musicisti – 3:04 (Vincenzo Ricotta)
3. Il bambino povero – 2:03 (Vito Vita)
4. Mailov – 4:00 (Vincenzo Ricotta)
5. Per fare un disco – 2:54 (Vincenzo Ricotta)
6. Quella della radio – 3:17 (Vito Vita)
7. La nostra song inglese – 3:59 (Vincenzo Ricotta e Vito Vita)

LATO B
1. Lato B – 2:22 (testo: Vincenzo Ricotta – musica: John Lennon e Paul McCartney)
2. Il superpezzo – 2:22 (Vincenzo Ricotta)
3. Quella del papà – 2:29 (Vincenzo Ricotta)
4. Quella del rock – 2:18 (Vincenzo Ricotta)
5. Quella della fiammella – 3:04 (Vito Vita)
6. Saremo famosi – 2:46 (Vincenzo Ricotta)
7. Quella dei vecchi successi – 4:20 (Vincenzo Ricotta, Vito Vita)

## Formazione
- Vince Ricotta - voce, chitarra, kazoo
- Vito Vita - voce, basso, contrabbasso
- Enrico Torretta - voce, batteria, tastiere
- Alberto Albertin - sax, chitarra, armonica, voce